# Moulins, Ille-et-Vilaine

Moulins este o comună în departamentul Ille-et-Vilaine, Franța. În 1 ianuarie 2022 avea o populație de 716 de locuitori.